# Trichomycterus caudofasciatus
Trichomycterus caudofasciatus är en fiskart som beskrevs av Alencar och Costa 2004. Trichomycterus caudofasciatus ingår i släktet Trichomycterus och familjen Trichomycteridae. Inga underarter finns listade i Catalogue of Life.